# Xizicus khaosoki
Xizicus khaosoki är en insektsart som beskrevs av Andrej Vasiljevitj Gorochov 1998. Xizicus khaosoki ingår i släktet Xizicus och familjen vårtbitare. Inga underarter finns listade i Catalogue of Life.